# Miroslav Beker
Miroslav Beker (Karlovac, 24. srpnja 1926. – Zagreb, 29. prosinca, 2002.) bio je hrvatski anglist i teoretičar književnosti.

## Životopis
Diplomirao je anglistiku i filozofiju na Filozofskom fakultetu u Zagrebu 1951. Doktorirao je 1961. radom o književnoj kritici Virginie Woolf. Radio je na Filozofskom fakultetu od 1956. do 1996., prvo na Odsjeku za anglistiku, a zatim je na ponudu Milivoja Solara 1970. prešao na Odsjek za komparativnu književnost.
Napisao je više priručnika iz teorije književnosti i objavljivao priloge kojima je nadoknađivao recepcijske praznine hrvatske teorije, opskrbljujući ju osnovnim uvodima u raznolike kritičke paradigme, kako suvremene (strukturalizam, poststrukturalizam i sl.), tako i starije (predmoderna kritika, antička retorika). Moderna kritika u Engleskoj i Americi (1973.), njegova prva samostalna knjiga, predstavlja relevantne angloameričke kritičare (T.S. Eliot, V. Woolf, Nova kritika i dr.) čiji su se interesi podudarali s tadašnjim okretom od marksističke kritike u hrvatskoj znanosti o književnosti. U dvije knjige, Povijest književnih teorija (1979.) i Suvremene književne teorije (11986., 21999.), dao je prikaz razvoja književne teorije od antike do suvremenosti, popraćen ključnim teorijskim tekstovima. U Semiotici književnosti (1991.) i Uvodu u komparativnu književnost (1995.) obradio je osnovne pojmove dotičnih smjerova proučavanja književnosti, a potonja je prvi takav priručnik na hrvatskom od Poredbene ili komparativne književnosti Ive Hergešića iz 1932.
Za šesti svezak Povijesti svjetske književnosti (Mladost/Liber, 1976.) napisao je poglavlje o engleskoj književnosti u osamnaestom stoljeću. (Čitav odjeljak o engleskoj književnosti zasebno je izdan kao Engleska književnost, ur. Breda Kogoj-Kapetanić i Ivo Vidan, Sveučilišna naklada Liber, Zagreb 1986. ISBN 86-329-0121-4)

## Popis djela

### Teorija i povijest književnosti
- Uvod u studij engleske književnosti = An Introduction to English Literature, Vol. I: The Beginnings to the End of the Nineteenth Century (sa Sonijom Bićanić), Sveučilište u Zagrebu, Zagreb, 11963., 21966.
- Moderna kritika u Engleskoj i Americi, Mladost, Zagreb, 1973.
- Povijest književnih teorija: Od antike do kraja devetnaestog stoljeća, Sveučilišna naklada Liber, Zagreb, 1979.
- Suvremene književne teorije, Sveučilišna naklada Liber, Zagreb, 1986.; drugo, izmijenjeno izdanje, Matica hrvatska, Zagreb, 1999. ISBN 953-150-198-X
- Semiotika književnosti, Zavod za znanost o književnosti Filozofskoga fakulteta, Zagreb, 1991.
- Uvod u komparativnu književnost, Školska knjiga, Zagreb, 1995. ISBN 953-0-30201-0
- Od Odiseja do Uliksa, Školska knjiga, Zagreb, 1997. ISBN 953-0-50703-8
- Kratka povijest antičke retorike, ArTresor, Zagreb, 1997. ISBN 953-6522-03-9
- Roman 18. stoljeća, Školska knjiga, Zagreb, 2002. ISBN 953-0-50707-0

### Engleski jezik
- An Advanced Course of Spoken English (s Ivom Ćurčinom), Trgovinska komora NR Hrvatske, Zagreb, 1955. i više kasnijih izdanja
- A Handbook of English Idioms: With Exercises = Priručnik engleskih idioma (s Ivom Ćurčinom i Mirom Herzog), Grafički zavod Hrvatske, Zagreb, 11958., 21969.
- Engleska gramatika na dlanu, SysPrint, Zagreb, 2001. (2. svezak), 2003. (1. svezak)

## Vanjske poveznice
- Moderna kritika u Engleskoj i Americi – digitalizirana knjiga
- Biografija na web-stranici Odsjeka za komparativnu književnost
- Ćurčin, Ivo. 1975. BEKER, MIROSLAV. Moderna Kritika U Engleskoj I Americi (Modern Literary Criticism in England and America). Zagreb, 1973. The Journal of Aesthetics and Art Criticism. 34 (2): 219–220
- Valentić, Tonči. 18. studenoga 1999. Obvezatno štivo: Miroslav Beker, Suvremene književne teorije, Matica hrvatska, Zagreb, 1999 (PDF). Vijenac. Matica hrvatska. Zagreb. 148: 13